# Lampetis obenbergeri
Lampetis obenbergeri es una especie de escarabajo del género Lampetis, familia Buprestidae. Fue descrita científicamente por Hoscheck en 1918.